# Tamna noć duše
Tamna noć duše (španjolski: La noche oscura del alma) faza je  pasivnog pročišćenja u mističnom razvoju duha pojedinca, prema španjolskom mistiku i katoličkom pjesniku iz 16. stoljeća, sv. Ivanu od Križa. On opisuje taj koncept u svome traktatu Tamna noć, komentaru na njegovu istoimenu pjesmu. Tamna noć duše slijedi nakon druge faze, osvjetljenja u kojem se osjeća Božja prisutnost, ali ta prisutnost još nije stabilna. Sam autor nije dao naslov svojoj pjesmi, koja zajedno s ovim komentarom i Usponom na goru Karmel tvori traktat o aktivnom i pasivnom pročišćenju osjetila i duha, što vodi do mističnog sjedinjenja. Tamna noć duše opisuje duhovnu krizu kroz koju prolaze oni koji ozbiljno teže sjedinjenju s Bogom. Ova „noć” nije kazna, već pročišćujući proces koji Bog koristi za dublje sjedinjenje.
U moderno doba, izraz „tamna noć duše” postao je popularan izraz za opisivanje krize vjere ili teškog, bolnog razdoblja u nečijem životu.

## Pjesma

### Vrijeme nastanka i tema
Pjesma sv. Ivana od Križa, u osam strofa od po pet redaka, pripovijeda putovanje duše do mističnog sjedinjenja s Bogom. Vrijeme ili mjesto nastanka nisu sigurni. Vjerojatno je da je pjesma napisana između 1577. i 1579. godine. Pretpostavlja se da je pjesma napisana dok je Ivan bio zatočen u Toledu, iako su rijetke eksplicitne izjave u tom pogledu neuvjerljive i potkrijepljene.
Putovanje se naziva „tamna noć” dijelom zato što tama predstavlja činjenicu da je odredište Bog nepoznato, kao u mističnom klasiku iz 14. stoljeća „Oblak neznanja”; oba djela potječu iz djela Pseudo-Dionizija Areopagita iz 6. stoljeća. Nadalje, sam put je nepoznat. „Tamna noć” se ovdje ne odnosi na životne teškoće općenito, iako se ta fraza koristi za označavanje takvih iskušenja.

### Komentari sv. Ivana od Križa
Traktati Uspon na goru Karmel (1581. – 1585.) i Tamna noć (1584. – 1586.) komentari su pjesme, objašnjavajući njezino značenje redak po redak. Oba djela ostala su nedovršena.
Uspon na goru Karmel podijeljen je u tri knjige koje odražavaju dvije faze tamne noći. Prva je pročišćenje osjetila (pod nazivom „Aktivna noć osjetila”). Druga i treća knjiga opisuju intenzivnije pročišćenje duha (pod nazivom „Aktivna noć Duha”). Aktivno pročišćenje osjetila obuhvaća prvu od klasične tri faze mističnog putovanja, nakon čega slijede faze prosvjetljenja, a zatim sjedinjenja. Pasivno pročišćenje duha odvija se između prosvjetljenja i potpunog sjedinjenja, kada se Božja prisutnost već osjetila, ali nije stabilna.
Na početku komentara Tamna noć, Ivan je napisao: „U ovom prvom stihu, duša govori o načinu i načinu na koji odlazi, što se tiče njene naklonosti, od sebe i od svih stvari, umirući kroz istinsko mrtvljenje za sve njih i za sebe, kako bi stigla do slatkog i ukusnog života s Bogom”.
Tamna noć duše je faza konačnog i potpunog pročišćenja, a obilježena je zbunjenošću, bespomoćnošću, stagnacijom volje i osjećajem povlačenja Božje prisutnosti. To je razdoblje konačnog „nesebstva” i predaje skrivenim ciljevima božanske volje. Završna faza je sjedinjenje s objektom ljubavi, jednom Stvarnošću, Bogom. Ovdje je ja trajno uspostavljeno na transcendentalnoj razini i oslobođeno za novu svrhu.

## Suvremeno shvaćanje
Pojam „tamna noć duše” može se koristiti kao sinonim za krizu vjere.
Ta kriza može trajati dugo. „Tamna noć” svetog Pavla od Križa u 18. stoljeću trajala je 45 godina, od čega se on na kraju oporavio. Tamna noć Majke Tereze trajala je od 1948. gotovo do njezine smrti 1997., s tek kratkim prekidima olakšanja, prema njezinim pismima.
Drugi autori su dali slične reference:
Joseph Campbell navodi: „Tamna noć duše dolazi neposredno prije otkrivenja. Kada je sve izgubljeno i sve se čini tamom, tada dolazi novi život i sve što je potrebno.”
Roberto Assagioli navodi: „Međutim, prije potpune i konačne pobjede, duša mora proći još jedan test: mora proći kroz „tamnu noć”. Ali najtamnije noći prate najsjajnije zore i duša, konačno savršena, ulazi u potpuno, stalno i nerazdvojno zajedništvo s Duhom, tako da - da upotrijebimo smjelu izjavu koju je upotrijebio sv. Ivan od Križa - „čini se kao da je sam Bog i ima iste karakteristike kao i on””.